# Киселёв, Николай Михайлович (Герой Труда)
Никола́й Миха́йлович Киселёв (1877, Кулебаки, Ардатовский уезд, Нижегородская губерния — ок. 1945) — российский и советский металлург, революционер, Герой Труда.

## Биография
Родился в 1877 году в селе Кулебаки Ардатовского уезда Нижегородской губернии в рабочей семье. Уже с 1887 года работал на Кулебакском горном заводе. Позднее переехал в Санкт-Петербург, где устроился на Путиловский завод. На заводе сблизился с группой революционно настроенных рабочих-модельщиков — принимал участие в забастовках, распространял листовки, собирал средства на деятельность антиправительственных газет. В начале 1900-х годов вернулся на завод в Кулебаки, где работал модельщиком, не забывая при этом полученный в Петербурге революционный опыт. В 1906 году принял активное участие в освобождении арестованного полицией революционера по кличке «Михаил», после чего был вынужден скрываться в течение какого-то времени в Сормове. После Октябрьской революции 1917 года продолжил работать на заводе, постепенно поднявшись в карьере до должности начальника модельного цеха.

## Награды
В ноябре 1936 года Президиум Всероссийского центрального исполнительного комитета присвоил Николаю Михайловичу Киселёву звание Герой Труда.